# Hermbstaedtia exellii
Hermbstaedtia exellii är en amarantväxtart som först beskrevs av Karl Suessenguth, och fick sitt nu gällande namn av C. C. Towns. Hermbstaedtia exellii ingår i släktet Hermbstaedtia och familjen amarantväxter. Inga underarter finns listade i Catalogue of Life.